# 伊维察·达契奇
伊维察·达契奇（發音：[îʋitsa dâtʃitɕ]；1966年1月1日—），塞尔维亚政治人物，前任塞尔维亚总理，同时也是塞尔维亚社会党的领导人。
2014年4月至2020年10月担任塞尔维亚副总理兼外交部长。2020年10月至2022年8月担任塞尔维亚国民议会议长。2024年3月20日至2024年5月2日期間再度短暫出任總理。

## 生平
伊维察·达契奇生于前南斯拉夫的普里兹伦市（当时属于塞尔维亚社会主义共和国科索沃和梅托希亚自治省）。他的父亲为一名警官，母亲为家庭主妇。伊维察·达契奇6个月大的时候，全家迁往Žitorađa。1989年，毕业于贝尔格莱德大学。1991年，加入塞尔维亚社会党。2008年至2012年7月，担任塞尔维亚第一副总理，兼任内政部长。2012年後，先後擔任副總理及外交部長。

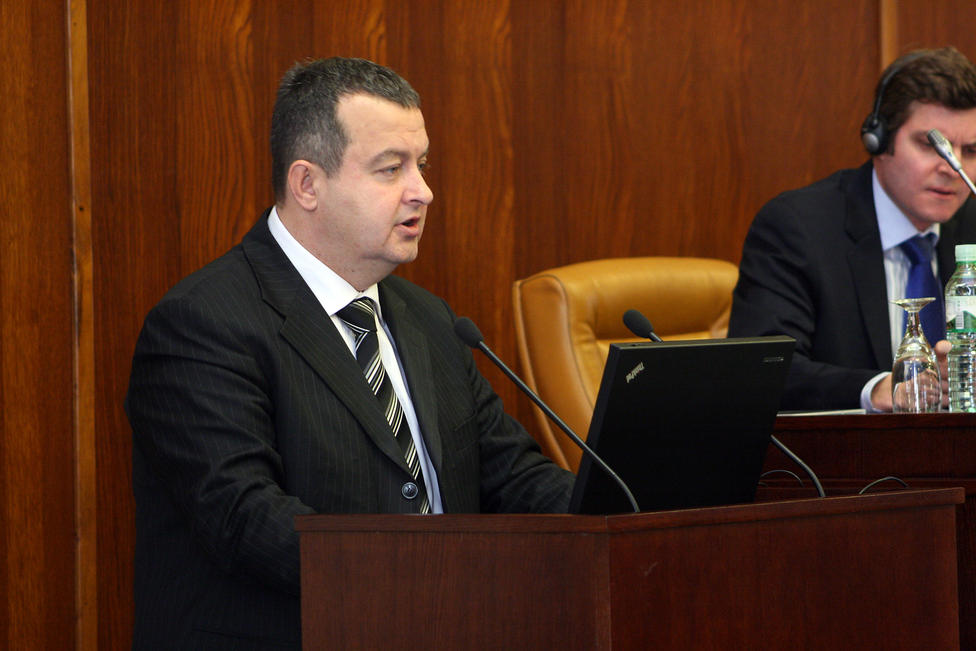
伊维察·达契奇

## 达契奇与共产主义
2014年2月，达契奇应邀参加约翰·奈斯比特大学关于《共产党宣言》发表166周年的庆祝活动。此外，他还仰慕许多共产主义革命家，如切·格瓦拉。但达契奇自称自己是一个民族主义者。

## 与中国的外交

### 访问中国
2016年12月14日至18日，时任塞尔维亚第一副总理兼外交部长的达契奇对中国进行了正式访问。在这次对中国的访问中，达契奇称塞尔维亚愿继续在‘一带一路’倡议和‘16+1合作’框架下深化与中国的合作，进一步巩固双边关系。
2020年2月26日至27日，达契奇对中国进行正式访问。

### 表态一国两制
2020年2月27日，达契奇在北京接受了中国官媒国际在线的采访。达契奇在采访中称塞尔维亚坚决支持一个中国原则，当中国面对某些国家，特别是西方国家的攻击时，塞尔维亚会坚决对中国的立场表示支持并且反对一些国家的双重标准和反华政策。